# Ligang, Guangdong
Ligang (kinesiska: 丽岗) är en köping i sydöstra Kina. Den ligger i Huazhou i staden Maoming i provinsen Guangdong, omkring 310 kilometer sydväst om provinshuvudstaden Guangzhou. Antalet invånare är 39 722. Befolkningen består av 19 244 kvinnor och 20 478 män. Barn under 15 år utgör 31 %, vuxna 15-64 år 59 %, och äldre över 65 år 9,0 %.